# Insallah
Az in sáa l-Láh (gyakran insalláhhá összeolvadva) arab nyelvű kifejezés, jelentése: ha Isten akarja. Magyarul leginkább a „ha Isten is úgy akarja” kifejezéssel adható vissza. A muszlimok akkor használják, amikor reményüket fejezik ki abban, hogy egy esemény majd bekövetkezik. 
Rokon kifejezése, a má sáa l-Láh, röviden másalláh (ما شاء الله – amit Isten akart), már bekövetkezett dolgokra utal, például a néphitben sok helyen babonás okokból nem dicsérik az újszülöttet, helyette gyakran konstantálják, hogy olyan lett, amit Isten akart.
Használata a Koránnak 18., ún. Barlang-szúrájából ered (18:24).
A beszélt nyelvben "remélhetőleg" értelemben használják.
A zsidó vallás hasonló célból a B’ezrat Hashem (בעזרת השם) és az Im Irtze Hashem (אם ירצה השם) kifejezéseket használja.